# Мартинелли, Джованни
Джова́нни Мартине́лли (итал. Giovanni Martinelli, 22 октября 1885, Монтаньяна, Венеция — 2 февраля 1969, Маунт Синай Вест, Нью-Йорк, похоронен в Риме) — итальянский оперный певец (тенор разряда spinto), выступавший в основном в итальянской лирико-драматической, но также и во французской опере. Мартинелли был одним из самых известных теноров первой половины XX века, более 30 лет выступал на сцене театра «Метрополитен-опера» в Нью-Йорке.

## Биография
Родился 22 октября 1885 года в городе Монтаньяна близ Падуи. После службы в военном оркестре в качестве кларнетиста он учился у Джузеппе Мандолини в Милане, дебютировав в 1910 году на сцене театра даль Верме в опере «Эрнани». В 1911 году он уже выступал на самых известных итальянских оперных сценах (Рим, Брешиа, Неаполь, Генуя), в 1912 году с успехом дебютировал в Лондоне.
Во время американских гастролей 1913 года выступал в Бостоне, Сан-Франциско, Чикаго, Филадельфии и Нью-Йорке, где 20 ноября состоялся его дебют в «Метрополитен-опере». Пик славы Мартинелли пришёлся на 1920-е годы, когда он много выступал во Франции и Аргентине. Впрочем, в самой Италии гораздо большей известностью в то время пользовался его соперник Лаури-Вольпи. 
В 1937 году принял участие в британском концерте по случаю коронации Георга VI. В 1939 году он выступил в Чикагской опере в неожиданной для себя вагнеровской роли (Тристан). Официально завершил карьеру в 1950 году, но затем ещё один раз вышел на оперную сцену в Сиэтле в возрасте 82 лет. После ухода со сцены преподавал оперное пение в Нью-Йорке.
Умер в Нью-Йорке 2 февраля 1969 года. Его прах покоится на кладбище Верано в Риме.